# Municipio de Milton (condado de Ashland)
El municipio de Milton (en inglés: Milton Township) es un municipio ubicado en el condado de Ashland en el estado estadounidense de Ohio. En el año 2010 tenía una población de 2383 habitantes y una densidad poblacional de 40,49 personas por km².

## Geografía
El municipio de Milton se encuentra ubicado en las coordenadas 40°51′35″N 82°22′35″O / 40.85972, -82.37639. Según la Oficina del Censo de los Estados Unidos, el municipio tiene una superficie total de 58.86 km², de la cual 58.66 km² corresponden a tierra firme y (0.34%) 0.2 km² es agua.

## Demografía
Según el censo de 2010, había 2383 personas residiendo en el municipio de Milton. La densidad de población era de 40,49 hab./km². De los 2383 habitantes, el municipio de Milton estaba compuesto por el 98.28% blancos, el 0.42% eran afroamericanos, el 0.04% eran amerindios, el 0.29% eran asiáticos, el 0.25% eran isleños del Pacífico, el 0.04% eran de otras razas y el 0.67% pertenecían a dos o más razas. Del total de la población el 0.46% eran hispanos o latinos de cualquier raza.